# Соуза, Бернарду (футболист)
Бернарду Мартинш Соуза (порт. Bernardo Martins Sousa, род. 27 марта 2000, Трейшеду, Treixedo e Nagozela) — португальский футболист, вингер клуба «Умраниеспор».

## Клубная карьера
Соуза — воспитанник клубов «Порту», «О Пингужиньо» и «Спортинг». В 2020 году он дебютировал за дублирующий состав последних. Летом 2022 года Соуза перешёл в «Шавеш». 7 августа в матче против «Витория Гимарайнш» он дебютировал в Сангриш лиге. 11 ноября 2023 года в поединке против «Портимоненсе» Бернарду забил свой первый гол за «Шавеш». Летом 2024 года Соуза перешёл в турецкий «Умраниеспор». 12 августа в матче против «Чорума» он дебютировал в Первой лиге Турции. 31 августа в поединке против «Фатих Карагюмрюк» Бернарду забил свой первый гол за «Умраниеспор».